# Vallgorguina
Vallgorguina – gmina w Hiszpanii, w prowincji Barcelona, w Katalonii, o powierzchni 22,17 km². W 2011 roku gmina liczyła 2640 mieszkańców. Jest ona połączona z Sant Celoni i Arenys de Munt lokalną drogą. Znajduje się w zagłębieniu między pasmami El Corredor i Montnegre.